# The Winter Wake
The Winter Wake är det italienska power/folk metal-bandet Elvenkings tredje studioalbum, utgivet 27 januari 2006.

## Låtlista
1. "Trows Kind" (Aydan) - 5:57
2. "Swallowtail" (Damnagoras) - 4:26
3. "The Winter Wake" (Aydan) - 4:19
4. "The Wanderer" (Aydan) - 4:53
5. "March of Fools" (Aydan) - 5:45
6. "On the Morning Dew" (Aydan) - 3:29
7. "Devil's Garriage" (Damnagoras) - 4:03
8. "Rats Are Following" (Aydan, Damnagoras) - 4:37
9. "Rouse Your Dreams" (Aydan) - 4:48
10. "Neverending Nights" (Damnagoras) - 6:58
11. "Disillusion's Reel" (Damnagoras) - 4:54

## Lineup
- Damnagoras - sång
- Aydan - gitarr, bakgrundssång
- Gorlan - bas
- Elyghen -fiol, keyboard
- Zender - trummor

## Gästframträdanden
- Schmier (Destruction) - sång på "The Winter Wake"
- Nino Laurenne (Thunderstone) - 2:a solot på "Trows Kind"
- Jarpen - 2:a solot på "The Winter Wake"
- Pauline Tacey - kvinnlig stämma på "March of Fools" och "Disillusion's Reel"
- Laura De Luca - sång på "On the Morning Dew"
- Isabella "Whisperwind" Tuni - vackra älv-sången på "Trows Kind"
- Umberto Corazza - flöjt
- Damnagoras - gitarr på "Neverending Nights"

Kör
- Pauline Tacey
- Laura De Luca
- Giada Etro
- Isabella Tuni
- Claudio Coassin
- Damnagoras
- Aydan
- Elyghen

The String Quartet (arrangerad av Elyghen)
- Eleonora Steffan - violin
- Attilio Zardini - violin
- Elyghen - viola
- Marco Balbinot - cello